# Elsa Maxwell
Elsa Maxwell (Keokuk, 24 de maio de 1883 — Nova York, 1 de novembro de 1963) foi uma colunista social, escritora, compositora e promotora de eventos estadunidense, uma das mais importantes na alta sociedade de sua época.
No cinema atuou como ela mesma em Stage Door Canteen (1943) e Rhapsody in Blue (1945), bem como figurou no filme Hotel for Women (1939), para o qual escrevera o roteiro e as canções.
Apesar de homossexual, ocultou esta condição publicamente pois era ilegal; embora dissesse que viera de família pobre, tinha origens ricas; teve um amor não correspondido por Maria Callas e a apresentou a Onassis; por seus escritos granjeou muitos inimigos, mas foi grande amiga de artistas como Cole Porter e Marilyn Monroe.